# John Graham-Hall
John Graham-Hall (Middlesex, 23 de gener de 1955) és un tenor anglès que ha actuat regularment als principals teatres d'òpera britànics.
Va estudiar al Kings College, Cambridge, i al Royal College of Music de Londres. Va debutar a la Royal Opera el 1989 com Albert Herring de Britten. Ha cantat amb totes les grans companyies britàniques, incloent-hi aparicions regulars al Festival de Glyndebourne i la English National Opera, i internacionalment per teatres com l'Opera Vlaanderen, Dutch National Opera, Opéra-Bastille, Opéra de Lyon, Théâtre du Capitole de Tolosa, Opéra national du Rhin, La Scala de Milà, el Metropolitan Opera de Nova York, Teatro Real Madrid, Stuttgart Opera, La Monnaie, Brussel·les, i en els festivals de Bregenz, Salzburg i Ravenna.
El seu repertori inclou Tichon Kabanov (Kàtia Kabànova), Schoolmaster (La guineueta astuta), Živný (Osud), Aron (Moses und Aron), Edrisi (Król Roger), Don Jerome (Esposalles al monestir), i Beadle Bamford (Sweeney Todd). Un intèrpret de renom de Britten, els seus papers de Britten inclouen Bob Boles i Peter Grimes (Peter Grimes), Sr. Upfold (Albert Herring). El 2012 va guanyar el premi Franco Abbiati per la seva interpretació d'Aschenbach de Mort a Venècia de Britten.